# Vincent Daenen
Vincent Daenen est un poète belge, né le 10 avril 1980 à Rocourt (Liège, Belgique).

## Poésie
- Poèmes de Sel, Éditions EOLE, Belgique, 1999
- Le Nouvel Orbe, Éditions de L'Harmattan, Paris, 2001
- L'Enclume de l'Immortalité, 2003
- Le Déluge des Lunes, 2005
- Les Délires du Visage, 2006
- Anthologie de la Nouvelle Poésie Française de Belgique, Éditions Taillis Pré, Yves Namur, 2009
- Arthur et la Découverte de l'Ombre, Conte Poétique, 2011
- Les Derniers Poèmes de l'Assassin, 2013
- La Disparition, 2017
- L'Île des Morts, livre d'artiste en collaboration avec le peintre et graveur Olivier Moriette, Cinabre éditions, 2019
- Raphaëlle, 2018
- Data Funèbre pour un Nouvel Espoir, 2019

## Romans
- Manipulations Excessives, 2000
- Maelström, 2003
- Le Grand Guignol, 2006
- Les Belles Flottantes, 2019
- Les Noces de Liège, 2022

## Théâtre
- La Méthode Olivier, Comédie Policière en 3 actes, écrite avec Benjamin Dumont, 2002
- Funeral Orchestra, Drame Épouvantable en 3 parties, 2005
- Laïka Reine, Tragédie Burlesque en 3 parties, 2009
- La Nuit d'Elliot Fall, Conte Moderne en 15 scènes et 15 chansons, 2008 (Commande de Jean-Luc Revol) Vingtième Théâtre / Nomination Molière du Meilleur Spectacle de Théâtre Musical 2011
- La Vieille et les Monstres, Tragédie Familiale, 2011
- Une Sale Histoire de Famille, Drame Familial, 2014
- Le Sourire du Monde, Comédie Noire, 2016

## Nouvelles
- Meurtre à Sainte-Croix, Commande de l’Echevinat de la Culture, Journées du patrimoine, pour l’église Sainte-Croix de Liège, 2003
- Une Vie Saine, dans Un Lac, Un Fjord, Éditions JCL, Québec, 2001

## Scénario
- Maelström, 2006
- La Méthode Olivier, 2007 (Long-Métrage réalisé par Guillaume Cosson. Avec V.Daenen, Benjamin Dumont, Morgane Boucher, Frank Geney, Thibault Sommain, Aurore Pourteyron, ...)
- Les Escapades de Jean-Guy Patrick, 2012 (création avec Thibault Sommain)
- Mort d’un Fantôme, (avec Benjamin Dumont), 2018
- Les Belles Flottantes, 2019

## Livret d'opéra
- Messe en Vers Oubliés, Opéra en un acte, 2005

## Musique
Il est le créateur avec Raphaëlle Dernoncourt du groupe de musique électronique majesté